# Le Châtelet-sur-Retourne
Le Châtelet-sur-Retourne [lə ʃatlɛ syʁ ʁətuʁn] ist eine französische Gemeinde mit 775 Einwohnern (Stand 1. Januar 2022) im Département Ardennes in der Region Grand Est (vor 2016 Champagne-Ardenne). Sie gehört zum Arrondissement Rethel, zum Kanton Château-Porcien und zum Gemeindeverband Pays Rethélois.

## Geografie
Die Gemeinde wird von der Retourne durchflossen. Umgeben wird Le Châtelet-sur-Retourne von den Nachbargemeinden Tagnon im Norden, Neuflize im Osten, Ménil-Lépinois im Süden sowie Bergnicourt im Westen.

## Verkehr

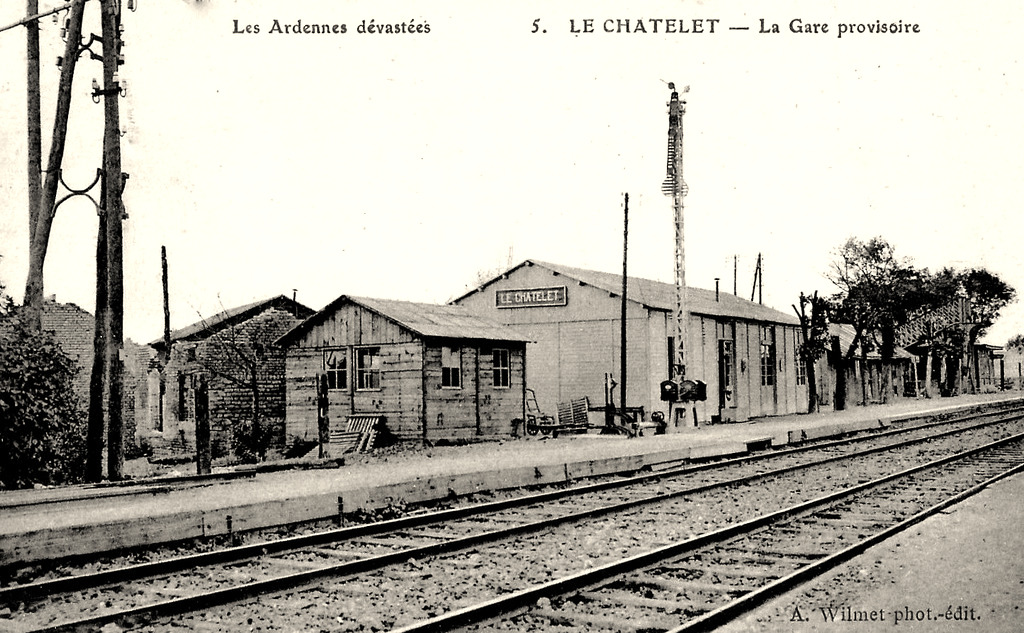
Provisorische Bahnhofsanlagen der EST nach den Zerstörungen des Ersten Weltkriegs

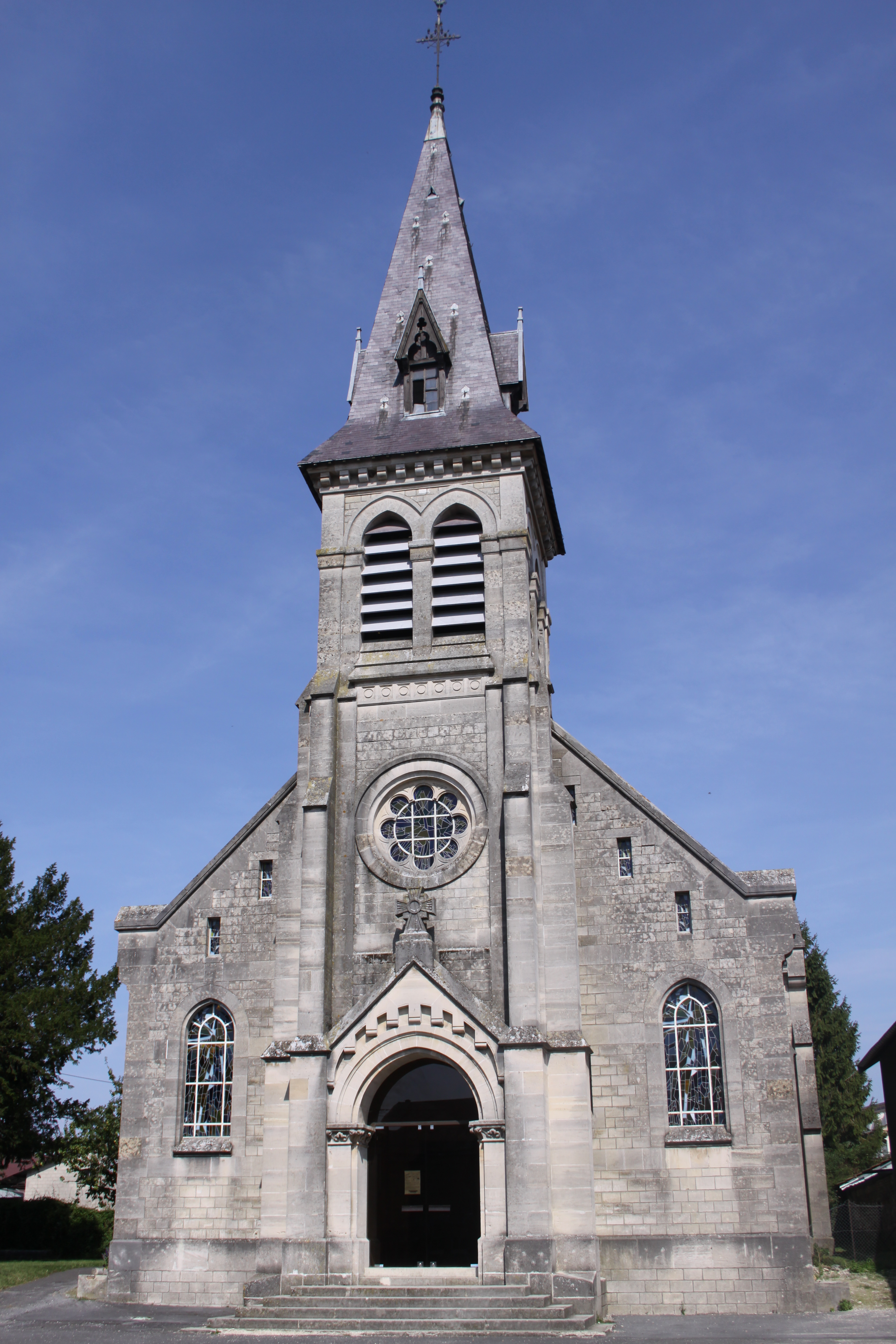
Kirche Saint-Nicolas

Le Châtelet-sur-Retourne hatte einen Bahnhof an der Bahnstrecke Soissons–Givet, der 1858 von der Compagnie des chemins de fer de l’Est (EST) eröffnet wurde, mittlerweile aber nicht mehr bedient wird. Hinzu kam der Endbahnhof der 42 km langen Schmalspur-Bahnstrecke Le Châtelet-sur-Retourne–Juniville–Vouziers, die ab 1900 abschnittsweise in Betrieb genommen wurde und  bis 1933 von den Chemins de fer départementaux des Ardennes betrieben wurde.

## Geologie
Die Gemeinde liegt auf dem Kreideplateau der Champagne, das aus geologischen Formationen der Oberkreidezeit besteht (weißliches Kreidesubstrat).

## Archäologie
Im Gemeindegebiet wurde 2009 eine kleine späthallstattzeitliche Siedlung archäologisch untersucht. Bei einer Ausgrabung ließen sich mehrere Speicherbauten mit einfachem Grundriss und vier Pfosten sowie dreischiffige Gebäude mit innerem Rahmen („édifices à cadre interne“) nachweisen.

## Geschichte
Während des Ersten Weltkriegs war Châtelet für die deutschen Streitkräfte ein wichtiger Militärstützpunkt mit einem Lazarett, verschiedenen nicht identifizierbaren Gebäuden und einem Flugplatz.

## Bevölkerungsentwicklung
| Jahr                       | 1962 | 1968 | 1975 | 1982 | 1990 | 1999 | 2005 | 2010 | 2019 |
| Einwohner                  | 338  | 398  | 339  | 362  | 568  | 528  | 546  | 667  | 782  |
| Quellen: Cassini und INSEE |      |      |      |      |      |      |      |      |      |

## Sehenswürdigkeiten
- Kirche Saint-Nicolas